# Хлебниково (Долгопрудный)
Хле́бниково — дачный посёлок на берегу Клязьминского водохранилища, с 2003 года микрорайон города Долгопрудного Московской области (старейшее поселение на его территории). В черте посёлка расположена железнодорожная платформа «Хлебниково» Савёловского направления МЖД.

## История
Первые документальные упоминания о посёлке (деревне) относятся к XV веку. Тогда Хлебниково принадлежало боярину Я. К. Козодавлеву, чуть позднее И. Н. Траханиотову.
В 1702 году по указу Петра I через Хлебниково была проложена почтовая дорога Москва — Олонец (Дмитровский тракт), в деревне поставлен 1-й Ям для смены лошадей в почтовых тройках.
В середине XVIII века в Хлебниково имелось 48 дворов, в которых проживало 160 крестьян.
В начале XIX века Хлебниково значилось крупной владельческой деревней, расположенной в 24 верстах от Бутырской заставы на Дмитровском тракте. В 84-х её дворах проживало уже 736 человек. При деревне работала почтовая станция.
Удобное географическое положение деревни, вблизи Москвы, на большом торговом тракте, способствовало её активному экономическому развитию и уплотнению застройки. В 90-е годы XIX века Дмитровский тракт стал шоссейной дорогой, где на всём его протяжении установили новые заставы, для сбора пошлины за проезд по Дмитровке. Одна из них находилась в Хлебниково.
В 1897—1898 годах параллельно Дмитровскому тракту, была проложена Московско-Савёловская железная дорога, на ней была открыта станция Хлебниково (19 вёрст от Москвы). В связи с этим к началу XX столетия Хлебниково превратилось в центр живописной дачной местности — любимое место отдыха москвичей.
До строительства канала имени Москвы посёлок Хлебниково размещался по правую сторону железной дороги. В советские времена здесь находились все основные административные, лечебные, образовательные и культурные учреждения. В 1930-31 годах в посёлке начала работать семилетняя школа, разместившаяся в двух зданиях, одно из которых каменное.
Во время строительства канала многие постройки были снесены и затоплены (в том числе и здания семилетней школы), жители затопленной части перенесли свои дома в новый посёлок — Шереметьевский. Часть жителей поселилась по другую сторону железной дороги, создав, таким образом, новую часть посёлка Хлебниково.
Как административная единица посёлок прекратил своё существование в 2003 году, войдя в состав города Долгопрудного.

## Современность

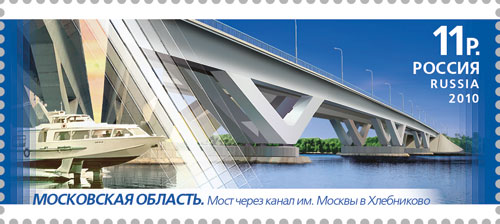
Хлебниковский автомобильный мост на почтовой марке

В настоящее время Хлебниково является микрорайоном в составе города Долгопрудного.
Вдоль берегов Клязьминского водохранилища, расположилась зона отдыха «Хлебниково», где благоприятно сочетаются лесные массивы и песчаные пляжи, площадки для отдыха и занятия спортом. Летом и по выходным в Хлебниково приезжают на отдых тысячи москвичей.
Немаловажную роль в этом играет удобное транспортное сообщение с Москвой. Добраться сюда можно как на автомобиле, электричке, так и на речном транспорте с Северного речного вокзала.
Через акваторию Хлебниково проложены два крупнейших моста Подмосковья, это Хлебниковский железнодорожный и автомобильный мосты.
Хлебниково известно как место ремонта и зимней стоянки пассажирского флота Московского речного пароходства. Здесь располагаются крупнейший Машиностроительно-судоремонтный завод, кирпичный завод, фабрика театральных принадлежностей.
В посёлке дислоцирован Хлебниковский окружной военный госпиталь, где в годы Великой Отечественной войны лечились и проходили реабилитацию воины Красной армии.

## Известные люди, связанные с Хлебниково
- Гастелло, Николай Францевич — знаменитый лётчик, Герой Советского Союза, проживал в посёлке с 1930 по 1932 год;
- Гунин, Яков Степанович — директор Хлебниковского машиностроительно-судоремонтного завода Московского речного пароходства в 1952—1991 годах, заслуженный работник промышленности СССР, заслуженный работник транспорта РСФСР, почётный гражданин города Долгопрудный.
- Киселёв, Степан Васильевич — Герой Советского Союза, участник Великой Отечественной войны, после войны заместитель начальника Хлебниковского окружного военного госпиталя, полковник, проживал в посёлке с 1961 по 1995 год.

## Образование
На территории поселка расположена одна средняя общеобразовательная школа
- МБОУ школа №3 им. Н.Ф. Гастелло[4],

а также отделение дошкольного образования:
- Детский сад №15[5].